# Michael Mosley
Michael Mosley (nascido em 16 de setembro de 1978) é um ator americano de televisão e cinema, como Drew Suffin em Scrubs, Ted Vanderway no Pan Am e Johnny Farrell em Sirens.

## Vida pessoal e carreira
Mosley nasceu em Iowa City, Iowa. Em 2008 ele iniciou um relacionamento com a atriz Anna Camp, a qual mais tarde (em 2010) se tornaria sua esposa. Mas o casamento entre os dois não durou muito tempo. Três anos depois, no mês de abril, se separaram alegando que havia diferenças irreconciliáveis entre eles.

## Filmografia

### Filme
| Ano  | Filme                                 | Personagem          | Nota                 |
| ---- | ------------------------------------- | ------------------- | -------------------- |
| 2003 | The Bog Creatures                     | Nick Warren         |                      |
| 2005 | Swimmers                              | Mike Tyler          |                      |
| 2005 | Building Girl                         | Nick                |                      |
| 2006 | The Insurgents                        | James               |                      |
| 2006 | The Big Bad Swim                      | Shawn               |                      |
| 2006 | Alpha Mom                             | Bob                 | Pela Television film |
| 2006 | Room 314                              | David               |                      |
| 2008 | The Accidental Husband                | Declan              |                      |
| 2009 | 27 Dresses                            | Bar Dude            |                      |
| 2009 | Four Single Fathers                   | Ron                 |                      |
| 2009 | The Proposal                          | Chuck               |                      |
| 2011 | Restive                               | Braker              |                      |
| 2012 | You're Nobody 'til Somebody Kills You | Detective Francelli |                      |
| 2014 | Autumn Wanderer                       | Rick                |                      |
| 2014 | Other People's Children               | Josh                | Pela Post-production |
| 2014 | Fluidic                               | Ultra               | Pela Post-production |
| 2015 | Hot Pursuit                           | TBD                 | Pela Post-production |
| 2018 | Peppermint                            | Robert Henderson    |                      |

### Televisão
| Ano           | Série                             | Personagem                   | Nota                                          |
| ------------- | --------------------------------- | ---------------------------- | --------------------------------------------- |
| 2001          | The Education of Max Bickford     | Quincy                       | 3 episódios                                   |
| 2002          | Law & Order: Special Victims Unit | Ronnie the Informant         | Episódio: "Protection"                        |
| 2002          | Third Watch                       | Stoner #1                    | Episódio: "The Chosen Few"                    |
| 2006          | Conviction                        | Detective Calloway           | Episódio: "Pilot"                             |
| 2006–2007     | Kidnapped                         | Malcolm Atkins               | 13 episódios                                  |
| 2008          | The Wire                          | Raymond Wiley                | Episódio: "Late Editions"                     |
| 2008          | Generation Kill                   | Gunnery Sgt. Robert Swarr    | Episódio: "Stay Frosty"                       |
| 2009          | The Mentalist                     | Sheriff Hardy                | Episódio: "Red John's Footsteps"              |
| 2009          | Kings                             | Eli Shepherd                 | 3 episódios                                   |
| 2009          | Three Rivers                      | JC Dawson                    | Episódio: "Place of Life"                     |
| 2009–2010     | Scrubs                            | Drew Suffin                  | 13 episódios                                  |
| 2010–2015     | Castle                            | Jerry Tyson/Michael Boudreau | 4 episódios                                   |
| 2010          | Law & Order: Los Angeles          | Robert Forrester             | Episódio: "Pasadena"                          |
| 2010          | The Closer                        | Jeff Darby                   | Episódio: "Old Money"                         |
| 2011          | Justified                         | Kyle Easterly                | 3 episódios                                   |
| 2011          | Happy Endings                     | Malcolm                      | Episódio: "Your Couples, Friends & Neighbors" |
| 2011–2012     | Pan Am                            | Ted Vanderway                |                                               |
| 2012          | 30 Rock                           | Scott Scottsman              | 2 episódios                                   |
| 2012          | Revolution                        | Militia Soldier              | Episódio: "No Quarter"                        |
| 2012–2013     | Last Resort                       | Hal Anders                   | 4 episódios                                   |
| 2012–2014     | Longmire                          | Sean Keegan                  | 7 episódios                                   |
| 2014–presente | Sirens                            | Johnny                       |                                               |